# Icehotel (Jukkasjärvi)
El Jukkasjärvi Ice Hotel es un establecimiento hotelero ubicado en Jukkasjärvi, a unos diez kilómetros al este de Kiruna, en Suecia, a orillas del río Torne. El hotel se reconstruye cada año con hielo y nieve. Está abierto de diciembre a abril y se derrite en primavera. Es el hotel de hielo más grande del mundo.

## Historia
En febrero de 1990 se construyó un primer edificio de hielo en Jukkasjärvi como sede de una exposición de arte.
En 1992, el número de visitantes superó la capacidad de alojamiento de la ciudad y algunos de ellos pudieron dormir en la sala de exposiciones. A pesar del frío y de la falta de comodidades, los visitantes quedaron encantados con esta experiencia. Posteriormente, la sala de exposiciones se transformó en un hotel.
El hotel Jukkasjärvi fue el primer hotel del mundo construido con hielo. Desde entonces, han surgido otros hoteles de este tipo en Quebec, en Noruega y en Finlandia.
El hotel es propiedad de la compañía Icehotel AB (anteriormente Jukkas AB).

## Construcción
A partir de marzo, se extraen del río 5000 toneladas de hielo, que se almacenan en bloques de dos toneladas en dos depósitos a una temperatura entre -8 y -5 grados centígrados. La construcción también requiere 30 000 toneladas de nieve.
La construcción comienza en el otoño y el hotel abre a principios de diciembre. Cierra en abril y se derrite en primavera. Los constructores del hotel buscan minimizar su impacto en el medio ambiente y funciona íntegramente con energía renovable.

## Disposición del Hotel
El número de dormitorios varía de un año a otro. En 2012, el hotel contaba con 16 suites y 49 habitaciones. Las 16 suites están decoradas cada año por distintos artistas de todo el mundo.
Como la temperatura dentro del hotel está cerca de los -5 °C, cada cama está equipada con un saco de dormir.
El hotel también contiene un bar y una capilla.
El hotel está equipado con alarmas contra incendios a solicitud de las autoridades suecas. Obviamente, no es el hielo lo que es probable que se queme, sino ciertos objetos (como almohadas o pertenencias de los clientes) que pueden incendiarse, y se debe evitar la propagación de humos.

## El hotel de hielo en televisión
- Coup de foudre à Noël de Arnauld Mercadier (con Julie de Bona y Tomer Sisley)

## Imágenes

Habitaciones del Hotel e Iglesia
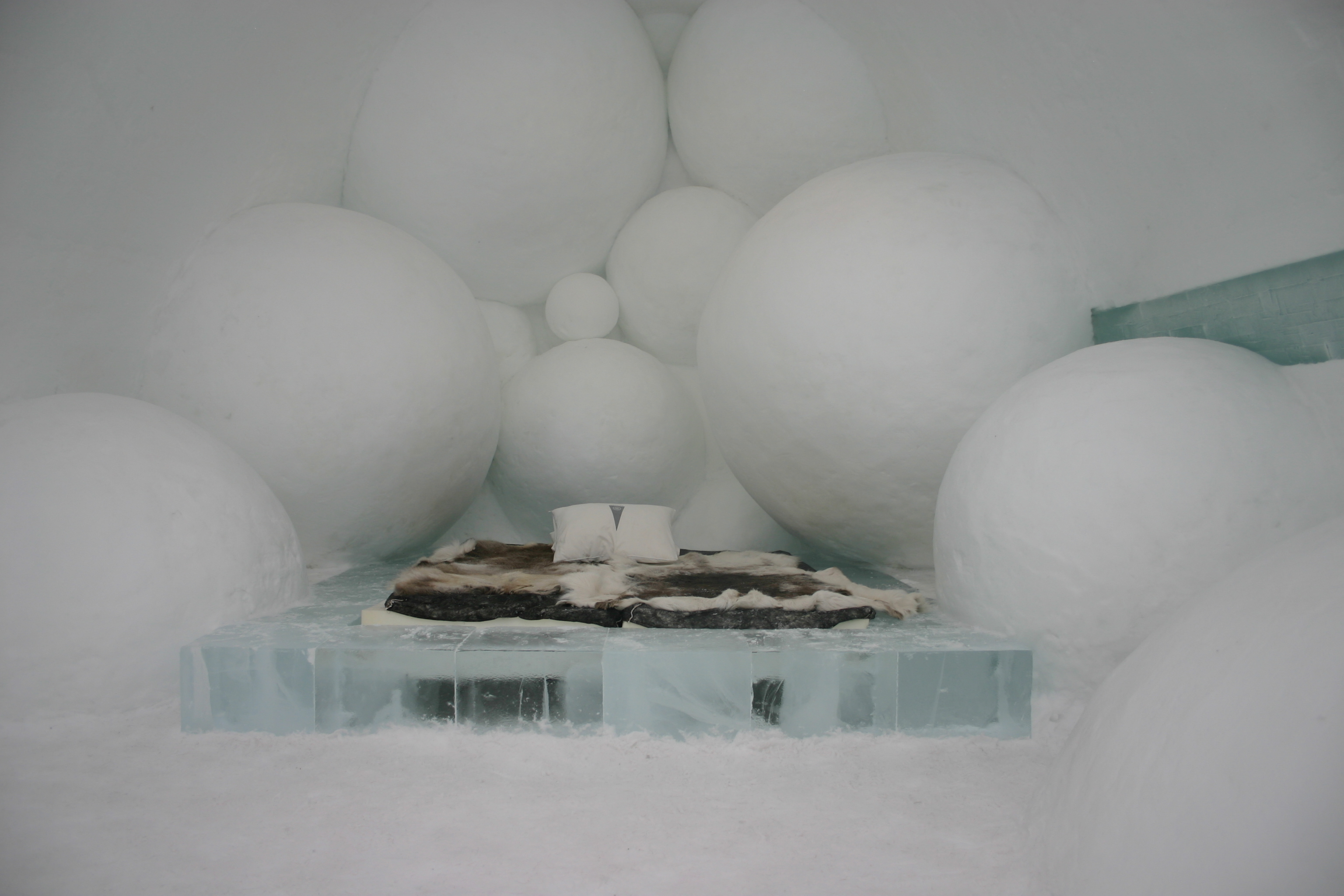
Sala Snowball
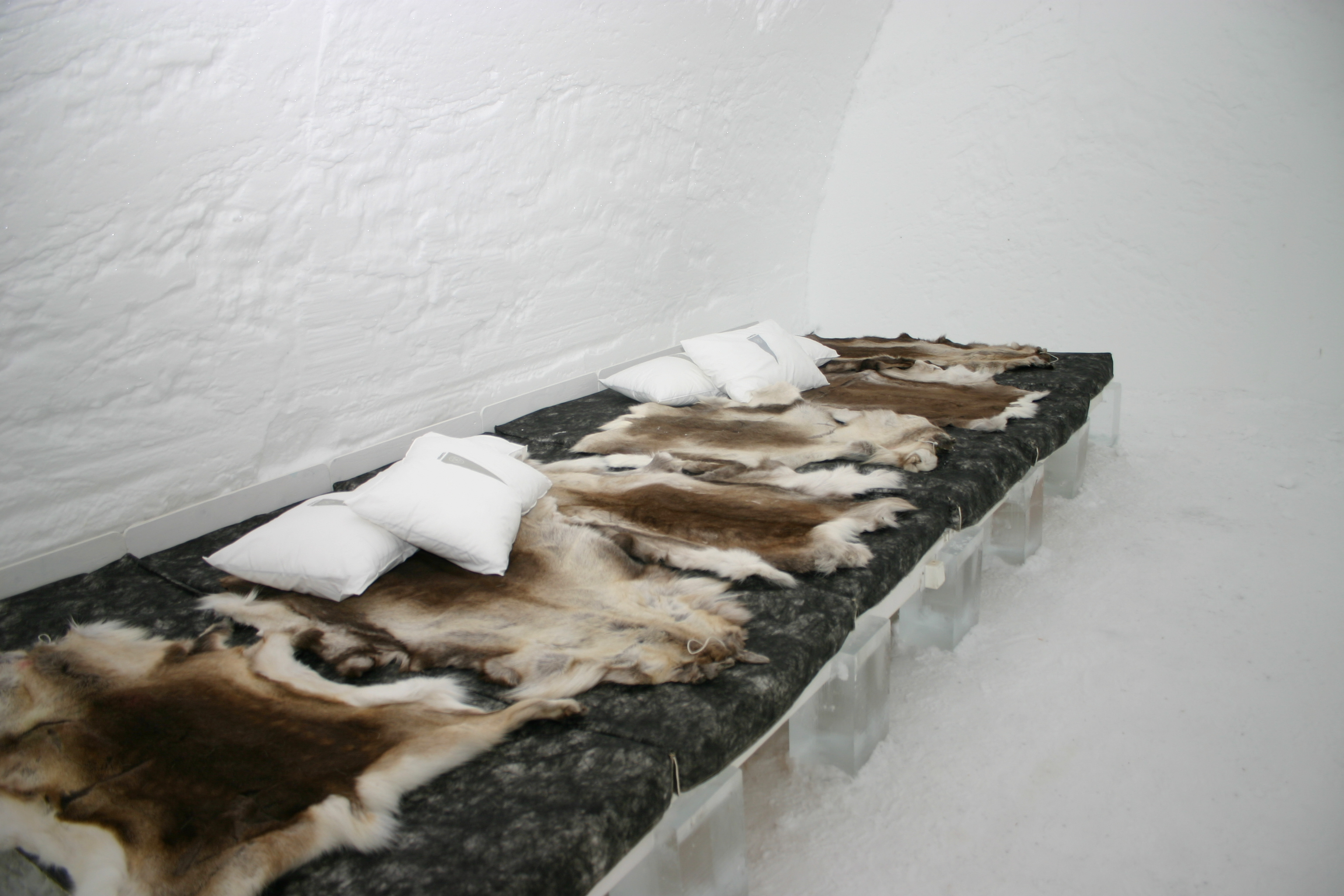
Un gran sofá
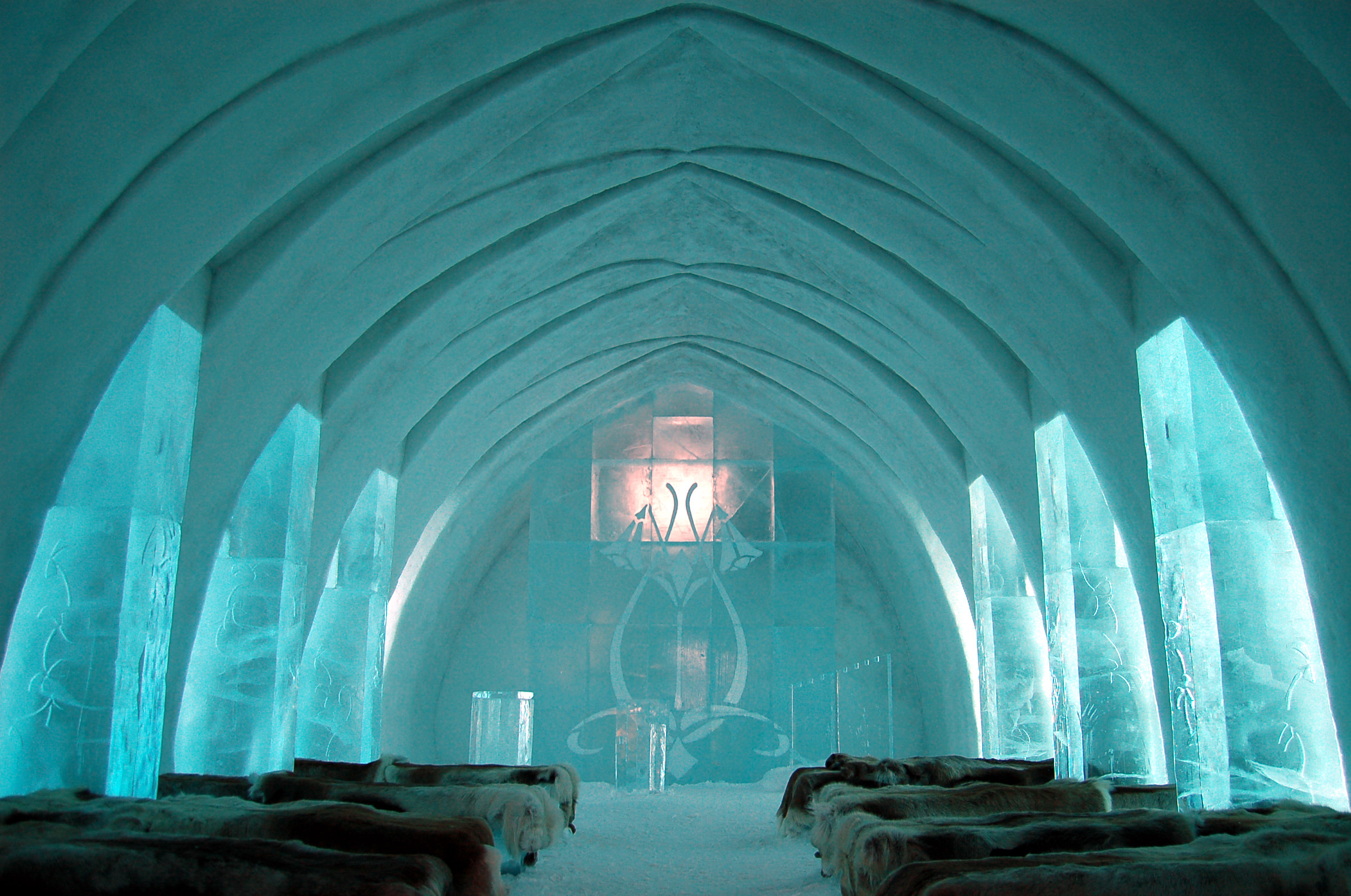
Iglesia del hotel
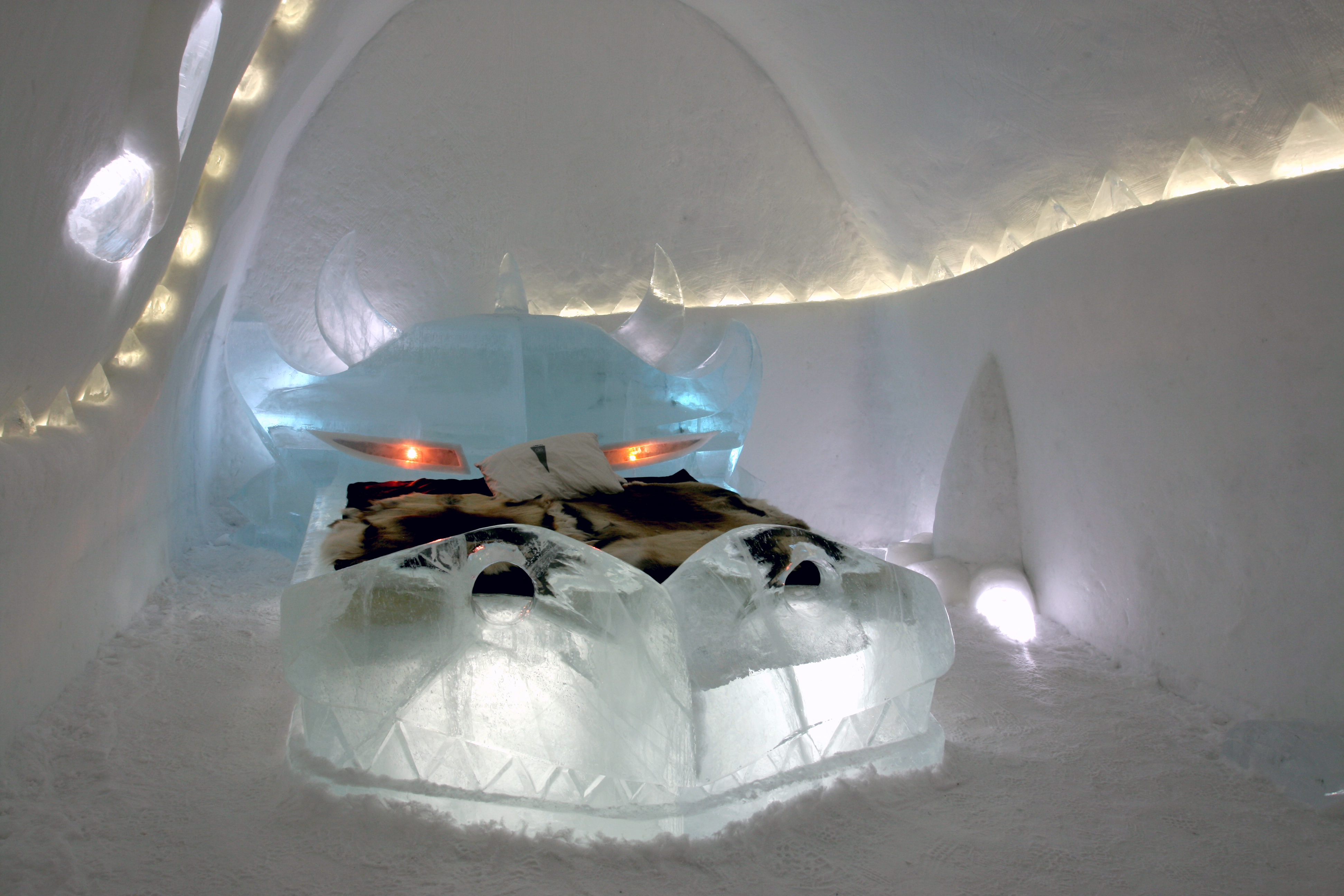
La suite "The Banished Dragon", por Valli Schafer & Barra Cassidy (2008)
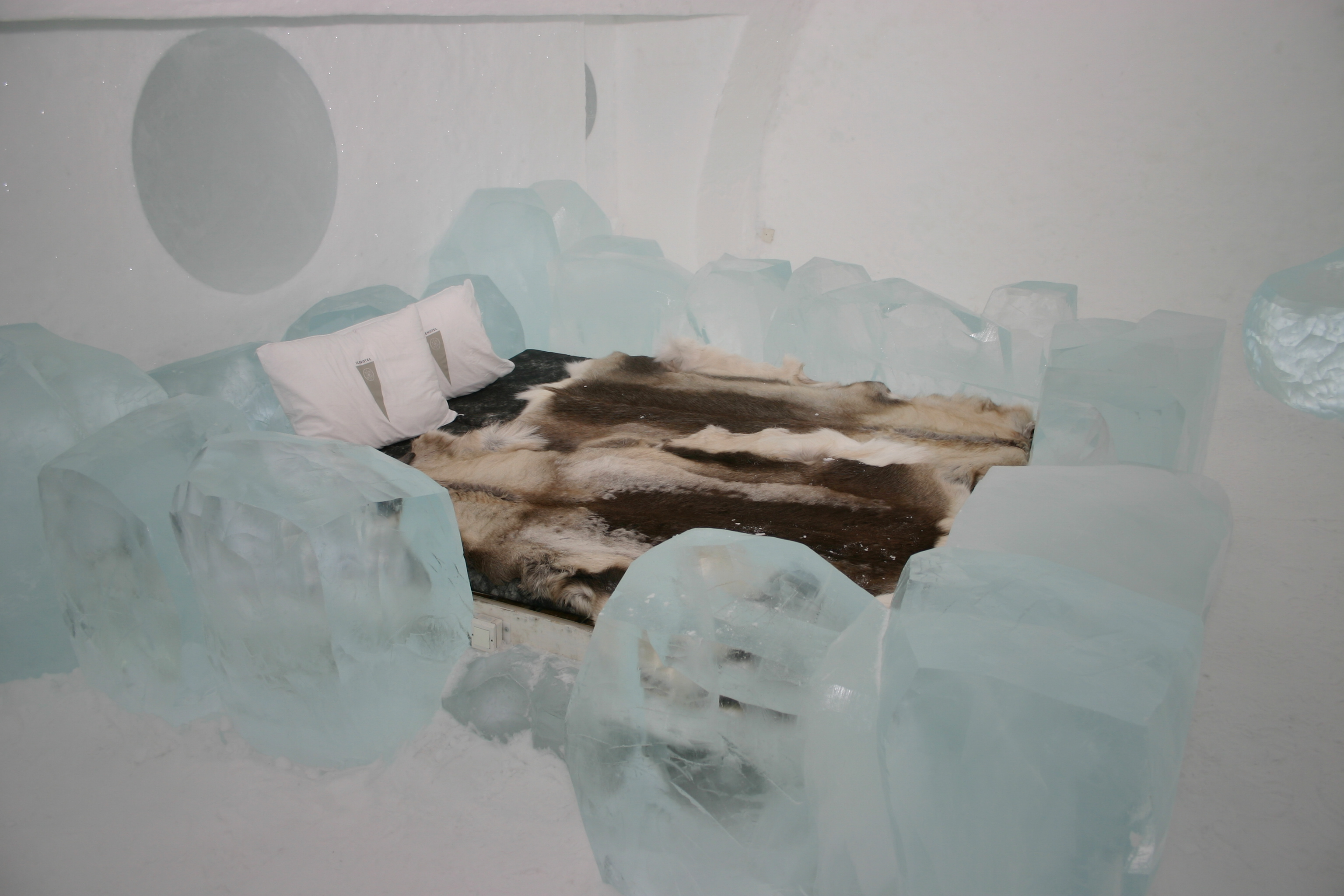
Sala Icerock
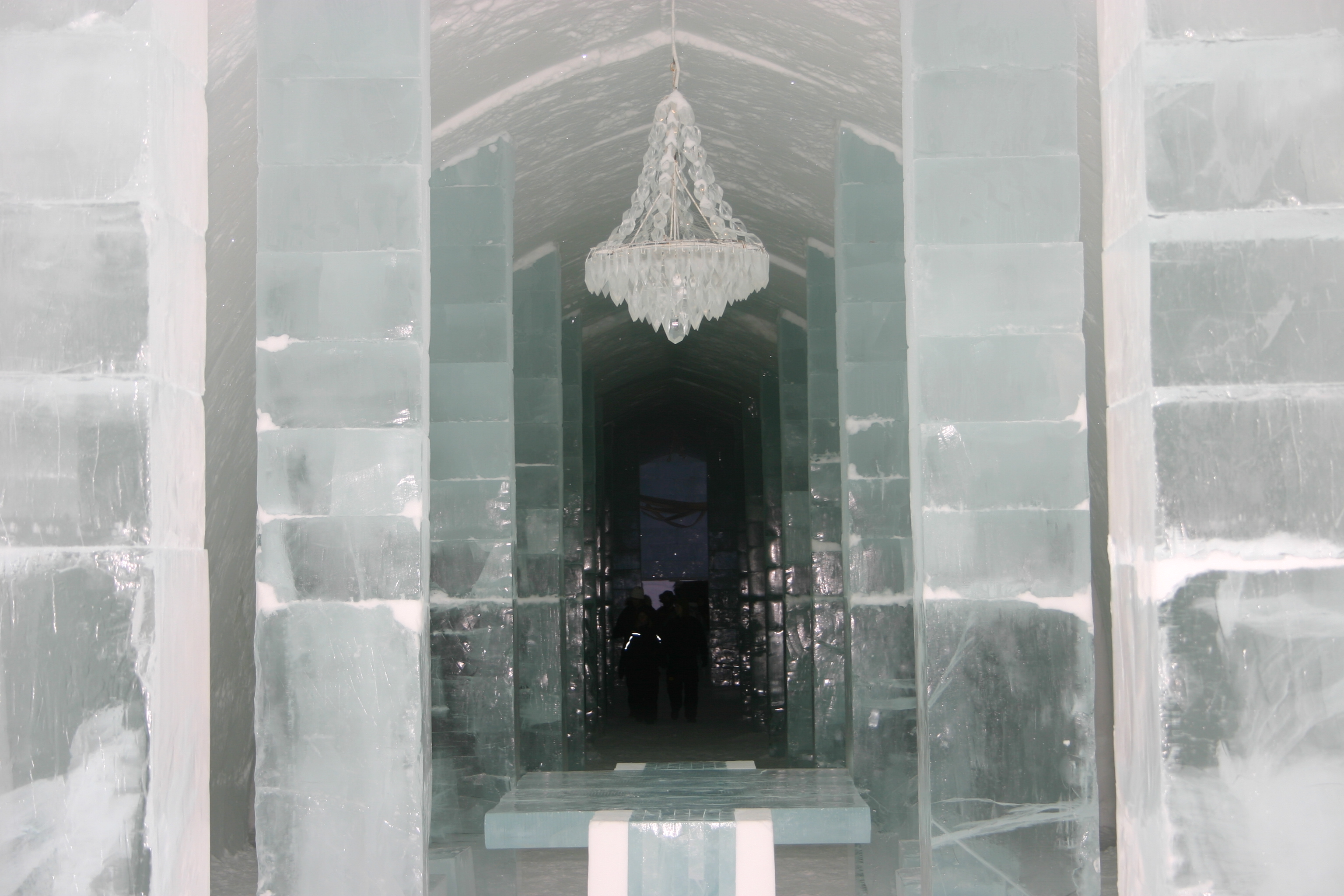
El pasadizo
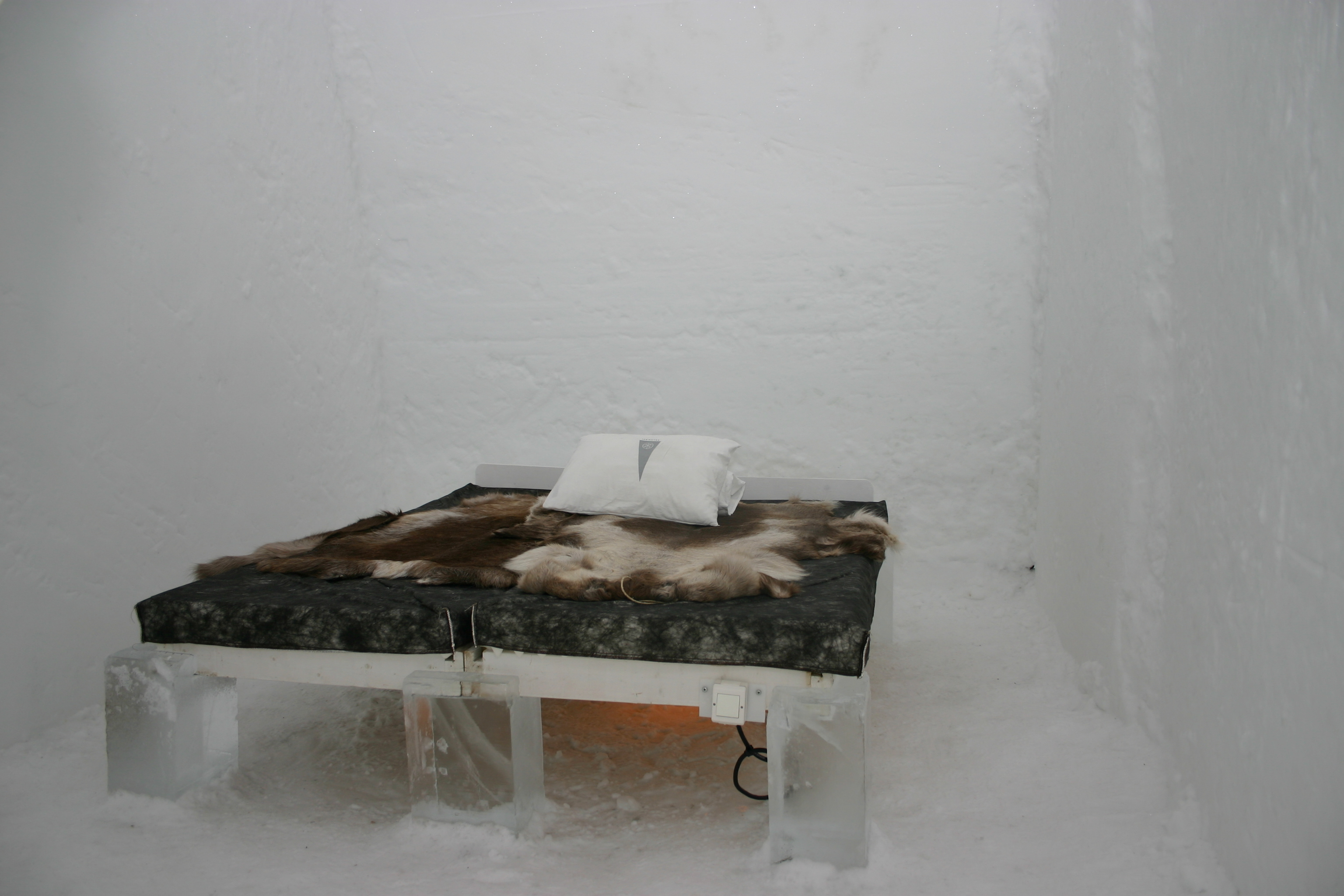
Espacio para manta eléctrica
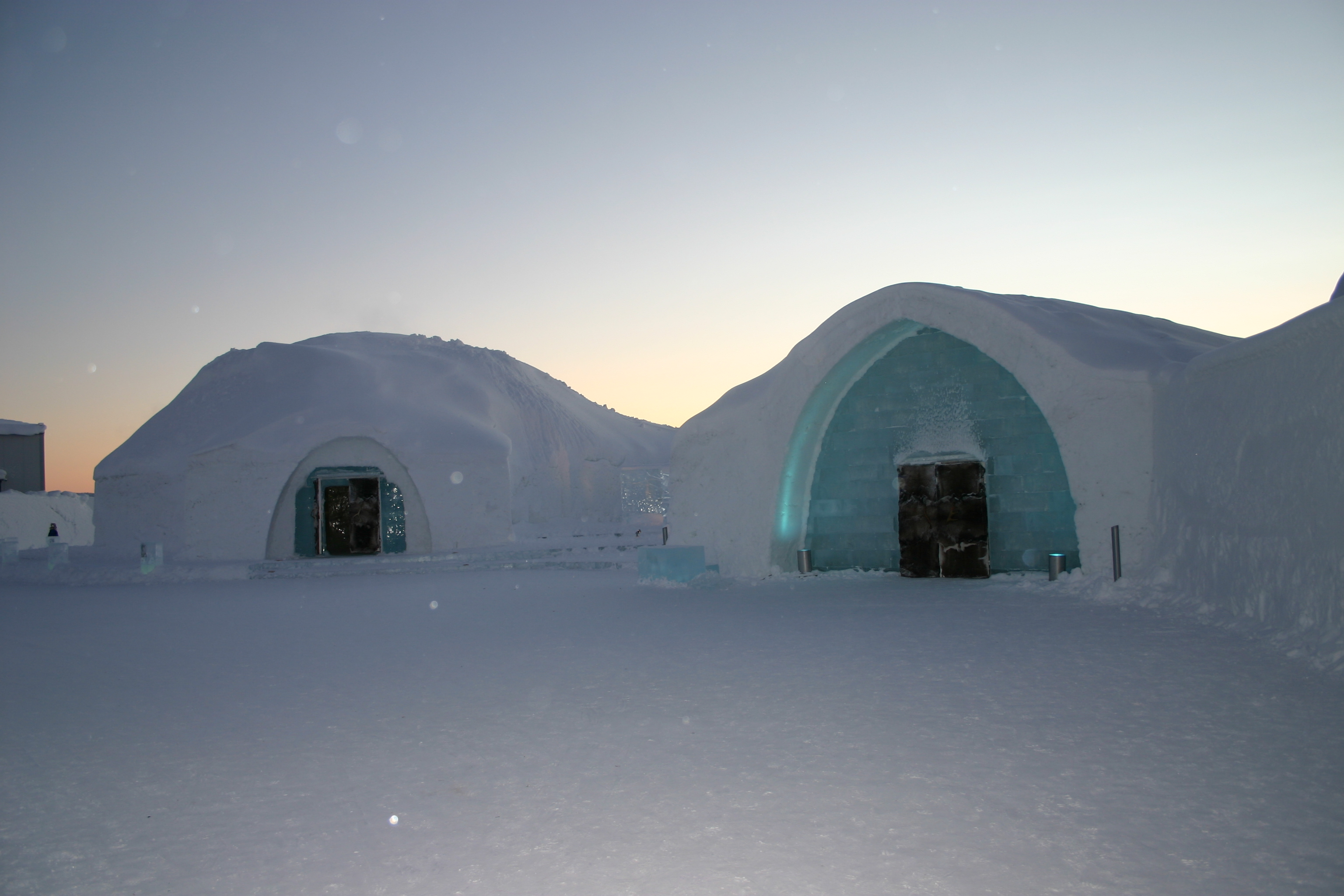
Exterior del Hotel